# Gérard Streiff
Pour les articles homonymes, voir Streiff et Gérard Streiff (cascadeur).
Œuvres principales
La Collection (2009)
Marchais : une biographie (2017)
Gérard Streiff, né le 17 mars 1949 à  Moyeuvre-Grande (Moselle), est un journaliste, essayiste et romancier français. Il a été directeur de collection. Ses romans documentés le classent dans la catégorie des historiens fictionnels.

## Biographie
Gérard Streiff suit à Strasbourg les cours de Sciences-Politiques (1967-1970), puis de l’Institut des hautes études européennes (1972). Il reprend ses études sur le tard, passe en 1997 un DEA à l’IEP de Paris et signe une thèse (1997-2001) consacrée au dirigeant communiste Jean Kanapa - dont il a été le collaborateur - qui lui vaut le grade de Docteur de Science Po Paris en histoire. Entretemps, il a travaillé au secteur international du PCF (1973-1981), a été correspondant à Moscou du quotidien L’Humanité (1982-1986), puis rédacteur en chef adjoint des magazines Révolution et Regards. Depuis 1994, Gérard Streiff travaille au département communication du PCF. Il a publié une trentaine d’ouvrages : essais sur l’histoire de l’intelligentsia de gauche dans les années 1950, biographies, romans d’aventures et romans noirs.
C’est avec une œuvre à destination de la jeunesse, Le Port du désert (1998), ayant trait à la corruption et à la menace écologique au Kazakhstan, qu’il fait ses débuts de romancier. S’ensuivront d’autres romans comme Les Pilleurs de fresques (1999), où des jumeaux parviennent à mettre au jour un trafic de peintures rupestres ; Maudit Détroit (2001), histoire d’une amitié entre un vacancier en Espagne et un « sans papier » ; et Piège à loups (2002) sur une polémique opposant bergers et défenseurs des loups…
Paru aux Éditions Baleine dans la collection « Le Poulpe », l'action de son premier roman noir Le Cas GB (2000) démarre avec la découverte d’un corps dans la salle des archives du PC. L’enquête du Poulpe au siège du parti le conduira à évoluer dans le milieu SM de la capitale. Il se heurtera aux ombres de la guerre d’Espagne. En 2001, chez Baleine, Streiff inaugure avec Les Caves de la Goutte d’Or, la collection « Polarchive », une série de polars fictifs fondés sur des événements historiques alors éclairés par le regard contemporain. Dans ce premier opus qui donne naissance à deux personnages récurrents — Chloé, étudiante en histoire et Antoine, soixante-huitard, bibliothécaire et érotomane —, des archives sulfureuses sont mises au jour quarante ans après la guerre d’Algérie et font la lumière sur le sombre 17 octobre 1961. La série qu’il dirige reçoit un bon écho dans la presse mais s’arrête dans le naufrage de Baleine après un second titre. Elle sera relancée aux Éditions du Passage et compte en 2005 douze titres.
Sur le ton de la farce, La Guerre des croûtons (2002) raconte une guérilla intergénérationnelle entre trois vieux politiciens au rancart et des trentenaires proprets qui monopolisent la campagne présidentielle. Dans Les Yeux de Lénine (2005), roman où se télescopent URSS d’hier et Russie d’aujourd’hui, un archiviste spécialiste de l’URSS est retrouvé assassiné. Une journaliste qui a hérité de ses papiers comprendra que la disparition d’une photographie et la crainte de sa réapparition constituent les raisons de ce meurtre.
Avec des romans engagés, documentés, et souvent en prise directe avec l’histoire, l’œuvre de Gérard Streiff se situe dans la lignée de Didier Daeninckx et Pierre Bourgeade, deux auteurs qu’il vénère.

## Engagements
Au sujet de l'affaire Cesare Battisti, il demande au gouvernement italien « d'arrêter de courir après ses démons, et pratiquer cette règle universelle qu’est l'amnistie ».
En 2012, il soutient publiquement Jean-Luc Mélenchon, candidat du Front de gauche à l'élection présidentielle, appelant à voter pour lui dans un appel signé par cinquante auteurs de polar.
Il est cofondateur du prix Artémisia, en soutien de la BD féminine.
Cofondateur également de CinéArchives, soutien au cinéma militant.
Il est trésorier du Festival polar de Cognac.

## Œuvre

### Romans
- Le Cas G.B.. Paris : Baleine no 199, coll. "Le Poulpe", 2000.  (ISBN 2-84219-271-0). Rééd. sous le titre Une enquête du Calmar : Le Cagibi. Bois-Guillaume-Bihorel : Les Éd. du Horsain, coll. "Une enquête du Calmar", 07/2014, 129 p.  (ISBN 978-2-36907-019-1)
- Les Caves de la Goutte d’Or. Paris : Baleine, coll. "Polarchive" no 7, 2001.  (ISBN 2-84219-346-6)
- La Guerre des croûtons. Paris : Baleine, coll. "Série grise" no 17, 2002.  (ISBN 2-84219-396-2). Rééd. Paris : les Points sur les i éditions, coll. "Point de rencontre", 03/2014, 103 p.  (ISBN 978-2-35930-102-1)
- Les Yeux de Lénine. Paris : Le Passage, 2005, 195 p.  (ISBN 2-84742-071-1)
- Le Putsch. Issy-Les-Moulineaux : Éd. du Toucan, coll. "Toucan noir", 2008, 203 p.  (ISBN 978-2-8100-0103-3). Rééd. Bihorel : Krakoen, coll. "Forcément noir", 2011, 232 p.  (ISBN 978-2-916330-79-2)
- La Collection. Marseille : l'Écailler, coll. "L'écailler du Nord" no 115, 2009, 160 p.  (ISBN 978-2-35299-031-4). Rééd. Nancy : Les Refusés, coll. "La Maison d'en face", 2011, 148 p.  (ISBN 979-10-90715-02-8). Rééd. Bois-Guillaume-Bihorel : Les Éd. du Horsain, 12/2015, 170 p.  (ISBN 978-2-36907-039-9). Prix Véronique-Dutriez 2010[4].
- Le Trésor de Staline. Bihorel : Krakoen, coll. "Forcément noir", 2010, 185 p.  (ISBN 978-2-916330-53-2)
- Les Marques du fouet. Paris : La Manufacture de livres, 04/2011, 173 p.  (ISBN 978-2-35887-023-8)
- Entourlooping : magouilles et compagnie aérienne, avec Mateo Montesinos. Lille : Nouvelles Éd. Krakoen, coll. "Forcément noir", 02/2013, 223 p.  (ISBN 978-2-36794-016-8)
- Retour de flamme à l'américaine. Clichy : Éd. du Jasmin, coll. "Jasmin noir" n° 1, 04/2015, 111 p.  (ISBN 978-2-35284-300-9). Rééd. sous le titre Napalm d'or (2020)
- Grognards.net : meurtre sur la ZAD. Villejuif : Helvétius, coll. "Helvétius Polar", 09/2017, 180 p.  (ISBN 979-10-93736-16-7). Rééd. sous le titre Meurtre sur la Zad (2019)

#### Série Les enquêtes de Chloé Bourgeade
1. Le Demi-frère. Rives-en-Seine : La Déviation, coll. "Les enquêtes de Chloé Bourgeade" n° 1, 03/2019, 138 p.  (ISBN 979-10-96373-20-8)
2. Meurtre sur la Zad. Rives-en-Seine : La Déviation, coll. "Les enquêtes de Chloé Bourgeade" n° 2, 09/2019, 132 p.  (ISBN 979-10-96373-25-3) (rééd. revue de Grognards.net : meurtre sur la ZAD, Helvétius, 2017)
3. Napalm d'or. Rives-en-Seine : La Déviation, coll. "Les enquêtes de Chloé Bourgeade" n° 3, 03/2020, 128 p.  (ISBN 979-10-96373-31-4) (rééd. revue de Retour de flamme à l'américaine, Éd. du Jasmin, 2015)
4. September : crime d'États. Rives-en-Seine : La Déviation, coll. "Les enquêtes de Chloé Bourgeade" n° 4, 03/2020, 128 p.  (ISBN 979-10-96373-30-7)
5. Octobre à Paris. Rives-en-Seine : La Déviation, coll. "Les enquêtes de Chloé Bourgeade" n° 5, 09/2021, 129 p.  (ISBN 979-10-96373-39-0)
6. Nitchevo ! Rives-en-Seine : La Déviation, coll. "Les enquêtes de Chloé Bourgeade" n° 6, 10/2022, 130 p.  (ISBN 979-10-96373-49-9)
7. Le Sosie. La Villedieu : La Déviation, coll. "Les enquêtes de Chloé Bourgeade" n° 7, 08/2023, 119 p.  (ISBN 979-10-96373-54-3)

### Direction d'anthologies
- Franco La Muerte. Tarbes : Arcane 17, coll. "Polar rouge", 08/2015.  (ISBN 978-2-918721-43-7)
- Mortelles primaires. Tarbes : Arcane 17, coll. "Polar rouge", 11/2016.  (ISBN 978-2-918721-56-7)
- 1917 Octobre rouge : nouvelles noires. Tarbes : Arcane 17, coll. "Polar rouge", 10/2017.  (ISBN 978-2-918721-63-5)
- Sous les pavés la rage. Tarbes : Arcanes 17, coll. "Polar rouge", 05/2018.  (ISBN 978-2-918721-71-0)

### Documents
- 1992, un marché de dupes ? : entretiens contradictoires, avec Françoise Colpin. Paris : Messidor-Éd. sociales, 1989, 180 p.  (ISBN 2-209-06163-6)
- EX-URSS, un nouveau tiers-monde : essai . Paris : Messidor-Éditions sociales, 1992, 186 p.  (ISBN 2-20906639-5)
- Jean Kanapa 1921-1978. Une singulière histoire du PCF. Paris : L'Harmattan, 2001, 2 vol. (571, 587 p.)  (ISBN 2-7475-1814-0) (vol. 1)  (ISBN 2-7475-1815-9) (vol. 2)
- Guy Môquet : Chateaubriant, le 22 octobre 1941 : docu-fiction. Pantin : Le Temps des cerises, 2007, 140 p. (La Mauvaise graine).  (ISBN 978-2-84109-695-4)
- Adam Saulnier : journaliste d'art à l'ORTF, biographie / préf. Cécile Méadel. Paris : L'Harmattan - INA, coll. Mémoires de télévision, 2008, 233 p.  (ISBN 978-2-296-05255-0)
- L'espion qui a vaincu Hitler, Richard Sorge. Paris : Oskar éditeur, coll. "Histoire & société" n° 61, 02/2011, 108 p.  (ISBN 978-2-35000-663-5)
- Un soldat allemand dans la Résistance française : le courage de désobéir. Paris : Oskar éditeur, coll. "Histoire & société", 09/2011, 124 p.  (ISBN 978-2-35000-745-8)
- Ben Bella et la libération de l'Algérie. Paris : Oskar éditeur, coll. "Cadet. Histoire & société", 11/2011, 93 p.  (ISBN 978-2-35000-798-4). Rééd. Oslo éditions, 03/2012, 93 p.  (ISBN 978-2-35754-069-9). Rééd. Paris : Oskar éditeur, coll. "Devoir de mémoire", 03/2022, 66 p.  (ISBN 979-10-214-0766-4)
- Une vie de résistante : Marie-Claude Vaillant-Couturier. Paris : Oskar éditeur, coll. "Histoire & société. Résistantes et résistants", 08/2014, 71 p.  (ISBN 979-10-214-0247-8)
- La Guerre d'Algérie : discours et textes officiels / édition Gérard Streiff. Paris : Oskar éditeur, coll. "Histoire & société", 06/2014, 90 p.  (ISBN 978-2-35000-799-1). Rééd. Paris : Oskar éditeur, coll. "Devoir de mémoire", 03/2022, 90 p.  (ISBN 979-10-214-0767-1)
- La Résistance libère Paris : août 1944. Paris : Oskar éditeur, coll. "Histoire & société. Résistantes et résistants", 08/2014, 69 p.  (ISBN 979-10-214-0246-1)
- Marchais : une biographie. Tarbes : Arcane 17, coll. "Itinéraires", 08/2017, 92 p.  (ISBN 978-2-918721-61-1)
- L'Abécédaire amoureux du Communisme. Brissac-Quincé : Éditions du Petit Pavé, 06/2020, 152 p.  (ISBN 978-2-84712-649-5)
- Le Puzzle Kanapa. Rives-en-Seine : La Déviation, 2021, 275 p.  (ISBN 979-1096373383)
- Marivo, Marie-Claude Vaillant-Couturier, une vie de résistance, préface de Charles Fiterman, Ampelos Editions, 2021, 142 p.  (ISBN 978-2-35618-192-3)
- La Maison des communistes. Paris : Hermann, coll. "Architecture contemporaine", 07/2023, 150 p.  (ISBN 979-10-370-1866-3)
- Missak et Mélinée Manouchian. Un couple en Résistance, Paris, Éditions de l'Archipel, 2024 (BNF 47401589).

### Nouvelles
- Projet de discours pour le 22 mars 2000, dans 22 mars 2000, c’est un bon jour pour Gabriel. Paris : Baleine, coll. "Le Poulpe" no 186, 2000.
- La Débande à Bonnot, dans Écrans noirs 25 nouvelles « Polar, cinéma et stars », vol. 2. Cognac : Le Marque-Page, 12/2002.  (ISBN 2-9517388-2-X). Vendu aussi en coffret avec le vol. 1  (ISBN 2-9517388-3-8)
- Janus, revue CCAS Infos no 242, janvier 2004.
- Le Scaphandrier, L’Humanité no 18655, 5 août 2004. Reprise dans 36 nouvelles noires pour l’Humanité / sous la direction de Roger Martin. Paris : Hors Commerce, coll. "Hors Noir", 09/2004.  (ISBN 2-915286-24-8)
- Main courante, revue Ligne noire n° spécial Festival 2004. Orléans : Association Horizons Noirs, 2004, p. 129-133.
- La Terrasse d’Osiris, dans Rapport d’étape au fil du Nil, Centre culturel français du Caire, 2005.
- Pas de dépôt de plainte, dans Il n’y avait rien de plus terrible que son regard… : le racisme vécu, des discriminations au quotidien. Paris : Éd. Syllepse : Fédération de Paris du MRAP, 2005.  (ISBN 2-84950-070-4)
- Le Chemin de croix, revue Les Refusés (Nancy) n° 11, 12/2009.
- Rouge sur blanc. Bihorel : Krakoen, coll. "Petit noir" no 4), 01/2011, 18 p.  (ISBN 979-10-90324-21-3). Rééd. Lille : Nouvelles éd. Krakoen, coll. "Petit noir" n° 4, 01/2012, 18 p.  (ISBN 979-10-90324-21-3). Le chapitre 1 du roman Napalm d'or (2020) s'inspire en partie de cette nouvelle.
- J'ai peur, dans Bérurier noir : 30 nouvelles noires / sous la direction de Jean-Noël Levavasseur. Rosières-en-Haye : Camion blanc, 10/2012.  (ISBN 978-2-35779-212-8)
- Mimolette, dans Mystérieux chats  : nouvelles : recueil collectif. Vanves : Éd. du Bout de la rue, 2014.  (ISBN 979-10-91176-59-0)
- Les Gants de Cerdan, Ska, 2014.
- La Faute du toubib, dans Franco La Muerte / sous la direction de Gérard Streiff. Tarbes : Arcane 17, coll. "Polar rouge", 08/2015.  (ISBN 978-2-918721-43-7)
- Résidence, dans Mortelles primaires / sous la direction de Gérard Streiff. Tarbes : Arcane 17, coll. "Polar rouge", 11/2016.  (ISBN 978-2-918721-56-7)
- Station Ker-One, revue Les Refusés (Nancy), 2017.
- Le Môgicien, revue Les Refusés (Nancy) n° 19, 08/2017.
- Chaleur, dans 1917 Octobre rouge : nouvelles noires / sous la direction de Gérard Streiff. Tarbes : Arcane 17, coll. "Polar rouge", 10/2017.  (ISBN 978-2-918721-63-5)
- Le Commissaire, dans 1968, sous les pavés la rage / sous la direction de Gérard Streiff. Tarbes : Arcanes 17, coll. "Polar rouge", 04/2018, p. 255-264.  (ISBN 978-2-918721-71-0)
- 2118, dans L'autre voie pour l’humanité. 100 intellectuels s’engagent pour un post capitalisme / sous la direction d'André Prone Acot. Paris : Delga, 12/2018.  (ISBN 978-2-37607-157-0)
- Mambo de la pinta, dans Hommage à Art Pepper : No limit / sous la direction de Dominique Delahaye. Rouen : Petit à petit, 05/2019, p. 69-72, ill. de Iris Pouy.  (ISBN 979-1-095670-94-0)
- Vingt-quatre juillet. Penmarc'h : Le Goéland masqué, coll. "La petite collection du Goéland masqué", 07/2019, 19 p. Nouvelle écrite dans le cadre d'une résidence au Sémaphore d'Ouessant en mai 2018.
- Paella, dans Catalans : nouvelles noires en solidarité avec les prisonniers politiques / avant-propos Diego Arrabal. Tarbes : Arcane 17, coll. "Polar rouge", 09/2019.  (ISBN 978-2-918721-79-6)
- Nuit d'enfer, revue Les Refusés (Nancy) n° 21, 2019.

### Romans pour la jeunesse
- Le Chalutier du désert. Paris : Hachette, coll. "Bibliothèque verte. Planète verte" no 527, 1998, 124 p.  (ISBN 2-01-209993-9). Rééd. sous le titre Le Port du désert / ill. Arnaud Floc'h. Paris : Magnard jeunesse, coll. "Les Policiers" no 12, 05/2003, 120 p.  (ISBN 2-210-98442-4)
- Les Pilleurs de fresques / ill. Chantal Montellier. Paris : Magnard jeunesse, coll. "Les Policiers", 1999, 122 p.   (ISBN 2-210-97797-5). Rééd. Maxi-livres, coll. "Maxi poche jeunesse", 2004, 126 p.  (ISBN 2-7434-3416-3).
- Train de nuit blanche / ill. Chantal Montellier. Paris : Magnard jeunesse, coll. "Les p’tits policiers", 2000, 46 p.  (ISBN 2-210-98040-2)
- Maudit Détroit / ill. Isabelle Nègre. Paris : Magnard jeunesse, coll. "Les p’tits policiers", 2001, 46 p.  (ISBN 2-210-98055-0). Rééd. sous le titre Les Malabars de Gibraltar, dans Tête de serpent. Sartrouville : Atelier de presse, coll. "Le petit atelier noir" no 3, 2008, 150 p.  (ISBN 978-2-35310-075-0)
- Piège à loups / ill. Théo Ébel. Paris : Magnard jeunesse, coll. "Les p’tits intrépides" n° 9, 2002, 47 p.  (ISBN 2-210-98105-0). Rééd. sous le titre Battue aux loups, dans Tête de serpent. Sartrouville : Atelier de presse, coll. "Le petit atelier noir" no 3, 2008, 150 p.  (ISBN 978-2-35310-075-0)
- La Guerre des petits soldats. Paris : Castor poche, coll. "Voyage du temps" no 915, 2003, 117 p.  (ISBN 2-08-161945-8). Rééd. Flammarion jeunesse, 07/2011, 110 p.  (ISBN 978-2-08-125851-8)
- Télétoc. Paris : Magnard jeunesse, coll. "Tipik junior policier" no 35, 2005, 123 p.  (ISBN 2-210-98616-8)
- Tête de serpent, suivi de Les Malabars de Gibraltar et Battue aux loups. Sartrouville : Atelier de presse, coll. "Le petit atelier noir" no 3, 2008, 150 p.  (ISBN 978-2-35310-075-0)
- La Joconde des cavernes. Sartrouville : Atelier de presse, coll. "Le petit atelier noir" no 1, 02/2008, 150 p.  (ISBN 978-2-35310-073-6). Rééd. sous le titre La Joconde de Cro-Magnon. Vanves : Éd. du Bout de la rue, coll. "Jeunesse. Detectivarium" no 3, 03/2010, 90 p.  (ISBN 978-2-916620-51-0)
- La Farandole des morts. Sartrouville : Atelier de presse, coll. "Le petit atelier noir" no 2, 02/2008, 150 p.  (ISBN 978-2-35310-074-3)
- L'Inconnu du BLB / Gérard Streiff et des jeunes du Bois-l'Abbé ; postf. Jean-Marie Forget. Toulouse : Erès, 2009, 133 p.  (ISBN 978-2-7492-1124-4)
- Le Bouclier de Gergovie. Nantes : Gulf Stream, coll. "Courants noirs", 05/2011, 175 p.  (ISBN 978-2-35488-098-9)
- Mort en coulisses. Vanves : Éd. du Bout de la rue, coll. "Piste noire", 03/2011, 76 p.  (ISBN 978-2-916620-69-5)
- La Mer disparue. Vanves : Éd. du Bout de la rue, 03/2012, 84 p.  (ISBN 979-10-91176-03-3)
- Le Piège de l'ossuaire. Paris : Oskar éditeur, coll. "Histoire & société", 02/2014, 69 p.  (ISBN 979-10-214-0202-7)
- La Taupe. Clichy : Éd. du Jasmin, coll. "Jasmin noir junior" n° 5, 09/2014, 95 p.  (ISBN 978-2-35284-135-7)
- Bal à Belle-Île. Vanves : Éd. du Bout de la rue, 03/2017, 90 p.  (ISBN 978-2-37609-013-7)
- Tête de serpent. Rives-en-Seine : La Déviation, coll. "Jeunesse", 09/2019, 76 p.  (ISBN 979-10-96373-11-6)